# Ludwig Lang (Bibliothekar)
Ludwig Lang (* 31. Mai 1890 in Ludwigsburg; † 1956) war ein deutscher Bibliothekar und Schriftsteller.

## Wirken
Ludwig Lang, ein Sohn des württembergischen Pfarrers und Dekans in Urach, Paul Lang, besuchte zunächst die Elementarschule in Urach und wechselte dann auf das Karls-Gymnasium in Stuttgart, wo er 1909 seine Reifeprüfung ablegte. Anschließend studierte er Germanistik, Geschichte und Geographie an der Eberhard-Karls-Universität Tübingen sowie den Universitäten in München und Berlin. Im Jahre 1913 promovierte er in Tübingen bei dem Germanisten Hermann Fischer über die Dramen Ludwig Uhlands. Vom Sommer 1914 bis 1923 war Lang als wissenschaftlicher Hilfsarbeiter bei der Neuanlage eines alphabetischen Katalogs an der Universitätsbibliothek Tübingen tätig. Einige Zeit war er Soldat im Ersten Weltkrieg. Wie sein Vater betätigte sich Lang auch schriftstellerisch, u. a. verfasste er Gedichte. Später wechselte er (bis 1949) als Bibliothekar an die Württembergische Landesbibliothek in Stuttgart und legte nachträglich 1942 die bibliothekarische Fachprüfung an der Preußischen Staatsbibliothek in Berlin ab. Seit 1949 stellte er zusammen mit Albrecht Schäfer eine sehr umfangreiche Quellensammlung in Form des „Böblinger Urkundenbuchs“ zusammen, die aber nicht im Druck erschien. Aus dem Jahre 1949 stammt außerdem eine dreibändige Quellensammlung „Sindelfinger Urkundenbuch“.

## Schriften
- Uhlands dramatische Arbeitsweise in seinen historischen Dramen und Dramenentwürfen. Daniel, Balingen 1913 (Dissertation Universität Tübingen).
- (Hrsg.): Hans Heinrich Ehrler und Hermann Missenharter: Das neue schwäbische Liederbuch. Eine Auswahl aus der zeitgenössischen schwäbischen Lyrik. Strecker und Schröder, Stuttgart 1919, S. 260–263 (Gedichte von Ludwig Lang)
- (mit Ludwig Ankenbrand): Buddha und Buddhismus. Franckh, Stuttgart 1924.
- Was ist Barock? Montana-Verlag, Stuttgart 1924.
- (Hrsg.): Geschichtsbüchlein. Bd. 1. Franckh, Stuttgart 1925.
- (mit Walther Flaig): Gletschereis. Kosmos, Stuttgart 1927.
- Albrecht Dürer. Sein Leben und sein Schaffen. Franckh, Stuttgart 1928.
- Der Tübinger alphabetische Zettelkatalog und sein Schöpfer Robert Gradmann. Examensarbeit für den höheren Bibliotheksdienst. Preußische Staatsbibliothek, Berlin 1942.
- Bibliographie des Grosskreises Böblingen. Böblingen 1948.
- Pröpste und Kanoniker des weltlichen Chorherrenstifts St. Martin in Sindelfingen von seiner Gründung 1066 bis zu seiner Verlegung nach Tübingen 1477. Stuttgart 1948.
- (mit Albrecht Schäfer): Sindelfinger Urkundenbuch. Drei Bände. Böblingen 1949 (Handschriftensammlung der Universitätsbibliothek Tübingen, Signatur Mh 1002).
- (mit Albrecht Schäfer): Böblinger Urkundenbuch. Insg. 26 Bände. Böblingen 1949ff. (Handschriftensammlung der Universitätsbibliothek Tübingen, Signatur Mh 1004).